# Too Wild Too Long
Too Wild Too Long è un album in studio del cantante statunitense George Jones, pubblicato nel 1987.

## Tracce
1. I'm a Survivor – 3:07 (Jim McBride, Keith Stegall)
2. The Real McCoy – 2:24 (Ken Martin, Curt Ryle)
3. Too Wild Too Long – 3:14 (Troy Seals, Eddie Setser)
4. One Hell of a Song – 3:10 (Skip Ewing, Mark Sherrill)
5. The Old Man No One Loves – 3:59 (Wyman Asbill)
6. The Bird – 2:50 (Dennis Knutson, A.L. "Doodle" Owens)
7. I'm a Long Gone Daddy – 2:50 (Hank Williams)
8. New Patches – 3:09 (Tommy Collins)
9. Moments of Brilliance – 3:15 (Ed Burt)
10. The U.S.A. Today – 3:14 (Ron Hellard, Johnny MacRae)